# Byggnaderna som förändrade staden
Byggnaderna som förändrade staden är en svensk dokumentärserie från 2019, med manus och regi av Magnus Sjöström, om byggnadsverk som påverkat stadsplanering och arkitekturhistoria. Serien är producerad av UR och sändes ursprungligen på SVT i september 2019.

## Beskrivning
Serien skildrar byggnader som format utseendet på den moderna västerländska staden. Programmen är tematiskt indelade efter stadens olika funktioner och i varje avsnitt porträtteras tre specifika byggnadsverk: 
Episod 1 - Handel: Konsumbutiken på Odengatan 31 i Stockholm. Köpcentret Southdale Center utanför Minneapolis i USA. Amerikanska snabbmatskedjan White Castle.
Episod 2 - Arbete: AEG:s turbinhall i Berlin. Seagram building i New York. Margarete Shutte-Lihotzkys Frankfurterkök.
Episod 3 - Boende för några: Villa Savoye  i Paris. HSB-arkitekten Kerstin Gåsstes prefabricerade "bygglåda". By-law-radhusen i England.
Episod 4 - Boende för många: Hyreshuset Narkomfin i Moskva. Seniorboendet Midgård i Köpenhamn. Miljöhusen Bedzed utanför London.
Episod 5 - Bildning: Bibliothèque Sainte-Geneviève i Paris. Bauhaus-skolan i Dessau i Tyskland. Centre Georges-Pompidou i Paris.
Episod 6 - Vård: St Thomas' Hospital i London. Högsäkerhetsfängelset i Halden i Norge. Badhuset Therme Vals i Schweiz.
Episod 7 – Kultur & Nöjen: Konserthallen Philharmonie i Berlin. OS-arenan Stockholms stadion. Regency Hyatt hotell i Atlanta i USA.
Episod 8 - Resor: Tunnelbanan i London. Flygplatsen Tempelhof i Berlin. Strömsundsbron i Jämtland.
Byggnaderna som förändrade staden är den sjätte upplagan i ordningen av URs ”Som förändrade”-serie om kulturhistoria. De tidigare upplagorna i serien är: Låtarna som förändrade musiken (2012), Bilderna som förändrade vetenskapen (2013), Programmen som förändrade TV (2014), Scenerna som förändrade filmen (2016), Ögonblicken som förändrade sporten (2019) samt Händelserna som förändrade klimatet (2024).